# Childerico II
Childerico II (c.653-675), segundo hijo de Clodoveo II y de Batilda, fue rey de Austrasia desde 662 a 675 y rey de Neustria y Borgoña desde 673 a 675.
Se casó en el año 668 con Blitilda, que le dio un hijo, Chilperico II (670-721), el cual fue rey de Neustria a la muerte de Dagoberto III, en el 715.
Childerico fue un rey merovingio que murió asesinado en el año 675. Se convirtió en rey de Austrasia a la edad de 6 años y en rey de Neustria y Borgoña a la muerte de su hermano Clotario III, en 673.
En el 673, a la muerte de su hermano mayor Clotario III, destrona y encierra en el monasterio de San Denis a su hermano Teoderico III, tercer hijo de Clodoveo II, el cual había sido proclamado rey por Ebroín, que era mayordomo de palacio. Finalmente, Childerico II será asesinado en el bosque de Lognes, cerca de París, debido a la conjura organizada por los señores francos que lo consideraban muy autoritario.
A partir de aquí, Dagoberto II, hijo de Sigeberto III, que estaba exiliado en Irlanda y que había sido proclamado rey en 674 por los señores de Austrasia, vuelve para reconquistar el trono de Austrasia, donde había reinado su padre hasta que fue asesinado en 656, mediante un complot organizado por su propio hermano Clodoveo II, el padre de Childerico II, para anexionar sus tierras.